# Octogramme

Octogramme régulier

En géométrie, un octogramme ou étoile à huit branches est un polygone étoilé à huit sommets. C'est un polygramme (en).
Le nom octogramme combine le préfixe numérique grec, octo-, avec le suffixe -gram . Le suffixe -gram dérive de γραμμή (grammḗ) signifiant "ligne".

## Détail

Octogramme régulier avec côtés de longueur égale à 1.

De façon générale, un octogramme est un octogone quelconque dont les arêtes s'intersectent.
L'octogramme régulier est dénoté par le symbole de Schläfli {8/3}, qui signifie "étoile à 8 sommets reliés de trois en trois".

## Variantes
Ces variations ont une symétrie plus faible, à savoir D4 :
| (rotation à 45 degrés) | Isotoxal | Ancien drapeau du Chili (le Guñelve). | L'étoile octogonale régulière est très populaire en tant que symbole des clubs d'aviron en Cologne (drapeau du club de l'Association d'aviron de Cologne) | La géométrie peut être ajustée pour que 3 arêtes se croisent en un seul point, comme le symbole d'Auseklis | Une rose des vents à 8 points peut être considérée comme une étoile octogonale, avec 4 points principaux et 4 points secondaires. |

## Composés de polygones étoilés
Il y a deux étoiles octogrammiques régulières (composées) de la forme {8/k}, la première construite comme deux carrés {8/2}=2{4}, et la seconde comme quatre digones dégénérés, {8/4}=4{2}. Il existe d'autres composés isogonaux et isotoxaux.
| Régulier        | Régulier   | Isogonal | Isogonal | Isotoxal |
| --------------- | ---------- | -------- | -------- | -------- |
| a{8}={8/2}=2{4} | {8/4}=4{2} |          |          |          |

{8/2} ou 2{4}, comme les diagrammes de Coxeter  +, peut être vu comme l'équivalent 2D du composé 3D du cube et de l'octaèdre, +,, ou +.

## Autres présentations d'une étoile octogonale
Une étoile octogonale peut être vue comme un hexadécagone concave, sans intersections intérieures.
| Polygone étoilé | Concave | Découpages | Découpages | Découpages |
| --------------- | ------- | ---------- | ---------- | ---------- |
| Composé de 2{4} | \|8/2\| |            |            |            |
| {8/3}           | \|8/3\| |            |            |            |
| Isogonal        |         |            |            |            |
| Isotoxal        |         |            |            |            |